# The Exploited
The Exploited je skotská punkrocková skupina, která vznikla roku 1978 v Edinburghu. V rané tvorbě začínali jako Oi! skupina, poté se transformovali do rychlejší streetpunk a hardcore punkové skupiny a cca od roku 1987 hrají crossover thrash. Repertoár kapely je výrazně protiválečný a počátkem osmdesátých let kapela ve svých písních kritizovala vládu tehdejší ministerské předsedkyně Margaret Thatcherové i válku o Falklandy. Objevují se ale také texty o drogových závislostech, policejní brutalitě i sociálním útlaku. Kapela je významná také tím, že v mnohém zpopularizovala, dnes už tradiční punkovou módu - číra, kované náramky, cvočky na bundách i řetězy. Také úvodní píseň "Punk´s not Dead" z jejich stejnojmenného alba z roku 1981 se stala tradičním sloganem punkového hnutí.

## Složení skupiny

### Současná sestava
- Wattie Buchan – vokály
- Irish Rob – baskytara
- Willie Buchan – bicí
- Gav – kytara

### Dřívější složení

#### Kytara
- Hayboy (Steve) (1979–1980)
- “Big” John Duncan (1980–1983)
- Karl “Egghead” Morris (1983–1985)
- Mad Mick (1985)
- Nig(el) (1985–1990)
- Gogs (Gordon Balfour) (1989–1991)
- Fraz (Fraser Rosetti) (1991–1995)
- Art(hur) (1996–1998)
- Robbie Davidson (2001–2007)

#### Baskytara
- Mark Patrizio (1979–1980)
- Gary MacCormack (1980–1983)
- Billy Dunn (1983–1984, 1996–1997)
- Wayne Tyas (1984–1985, 1986)
- “Deptford” John Armitage (1985–1986)
- Tony (1986–1987)
- Smeeks (Mark Smellie) (1988–1993)
- Jim Gray (1993–1996)

#### Bubny
- Jim Park (1979)
- Dru Stix (Andrew Campbell) (1979–1982)
- Danny Heatley (1982)
- Steve Roberts (1982)
- Tony (1989 – 1991)
- Reiner (1997)

## Diskografie

### Studiová alba
- Punk's Not Dead –1981
- Troops of Tomorrow – 1982
- Let's Start a War (Said Maggie One Day) – 1983
- Horror Epics – 1985
- Death Before Dishonour – 1987
- The Massacre – 1990
- Beat the Bastards – 1996
- Fuck the System – 2003

### Singly
- "Army Life" – 1980 (EP)
- "Exploited Barmy Army" – 1980 (EP)
- "Dogs of War" – 1981
- "Dead Cities" – 1981 (EP)
- "Attack/Alternative" – 1982
- "Computers Don't Blunder" – 1982
- "Troops of Tomorrow" – 1982
- "Rival Leaders" – 1983 (EP)
- "Punks Not Dead" – 1981
- "Fuck The USA" – 1982
- "Sid Vicious Was Innocent" – 1982

### Split alba
- Don't Let 'Em Grind You Down (W/Anti-Pasti) – 1981
- Britannia Waives The Rules (W/Chron Gen & Infa Riot) –- 1982
- Apocalypse Punk Tour 1981 (W/The Anti-Nowhere League, Chron Gen, Anti Pasti & Discharge) – 1992

### Živá alba
- On Stage – 1981
- Apocalypse Tour (Limited Edition) – 1981
- Live At The Whitehouse – 1985
- Live And Loud – 1987
- Live Lewd Lust – 1989
- Don't Forget The Chaos – 1992
- Live In Japan – 1994
- Live at the White House – 1996
- 25 Years of Anarchy and Chaos – 2005

### EP
- Jesus Is Dead –- 1986 (12")
- War Now – 1988 (12")

### Videografie
- Live at the Palm Cove – 1983
- Sexual Favours – 1987
- The Exploited: 83-87 – 1993
- Live In Japan – 1993
- Alive At Leeds – 1995
- Rock and Roll Outlaws – 1995
- Buenos Aires 93 – 1996
- Beat 'Em All – 2004

### Best of
- Totally Exploited – 1984
- Castle Masters Collection – 1990
- Apocalypse '77 – 1992
- Singles Collection – 1993
- Dead Cities – 2000
- Punk Singles & Rarities 1980-83 – 2001
- The Best of the Exploited - Twenty Five Years of Anarchy and Chaos – 2004
- Complete Punk Singles Collection – 2005

### Kompilace
- "Oi! - The Album" – 1980
- "Lords of Oi!" – 1997